# Morir en San Hilario
Morir en San Hilario es una película española, dirigida por Laura Mañá en 2005, y protagonizada por Juan Echanove, Lluís Homar, Ana Fernández.

## Sinopsis
San Hilario era un sitio de transición, ideal para ser enterrado, con su espléndido cementerio y la habilidad de sus gentes para organizar los mejores sepelios. En San Hilario, la gente moría en paz y tranquila. Cada uno de sus habitantes representa una actitud frente a la muerte, pero ahora, las prisas y la modernidad han dejado al pueblo sin trabajo. La llegada de Germán Cortés, un famoso pintor y nuevo cliente que desea morir en el pueblo, es un hilo de esperanza para sus habitantes que se van a esmerar para intentar remontar el negocio. Pero Germán se muere antes de llegar al pueblo, y en su lugar acogen, equivocados, a un prófugo de la justicia. Un gánster con el botín de un robo, que desea pasar unos días escondido de la policía de la capital y que no deshace el equívoco, asistiendo así, completamente atónito, a los preparativos de su propio entierro.

## Reparto
| Actor/Actriz          | Personaje           |
| --------------------- | ------------------- |
| Lluís Homar           | 'Piernas' Germán    |
| Ana Fernández         | Esther              |
| Ferran Rañé           | Teodoro             |
| Ulises Dumont         | Mariano             |
| Juan Echanove         | Cura Antonio        |
| Eric Bonicatto        | Cándido             |
| Milton De La Canal    | Pablo               |
| Max Berliner          | Cayetano            |
| Rita Terranova        | Berta               |
| Damián Dreizik        | Horacio             |
| Carlos Bermejo        | Cráter              |
| María Elina Ruas      | Rosita              |
| Sergio Lerer          | Buitre              |
| Oscar Alegre          | Gordo               |
| Damián Casermeiro     | Ayudante Comisario  |
| Alejandro Bresciani   | Carnicero           |
| Javier Iriberri       | Contable            |
| Tecsido Goythia       | Maquinista 1        |
| Guido D'Albo          | Fermín              |
| Andrés Zurita         | Alfredo             |
| Martín Pavlovsky      | Rafael              |
| Salo Pasik            | Comisario           |
| Italo Damiano         | Viejo Germán        |
| Andrés Shakespear     | Policía             |
| Carlos Issa           | Maquinista 2        |
| José Luis Espina      | Conductor Camioneta |
| Florencia Eleit       | Alicia              |
| Carla Pierazzolli     | Madre Alicia        |
| Antonio Sofía         | Músico 1            |
| Germán Vidal          | Músico 2            |
| Mario Victorio Roncel | Músico 3            |
| Alberto Luis Medeot   | Múisco 4            |
| Jorge Andrés Rosker   | Músico 5            |
| Víctor Ramón Vergara  | Músico 6            |
| Ezequiel Garcia       | Niño Tamborilero    |
| Nicola Augusto Roncel | Niño Platillos      |

- Lluís Homar..	'Piernas' Germán
- Ana Fernández...	Esther
- Ferran Rañé	...	Teodoro
- Ulises Dumont...	Mariano
- Juan Echanove	...	Cura Antonio
- Eric Bonicatto	...	Cándido
- Milton De La Canal...	Pablo
- Max Berliner...	Cayetano
- Rita Terranova	...	Berta
- Damián Dreizik...	Horacio
- Carlos Bermejo	...	Crater
- María Elina Ruas	...	Rosita
- Guido D'Albo	...	Fermín
- Andrés Zurita...	Alfredo
- Oscar Alegre...	Gordo (as Óscar Alegre)
- Sergio Lerer	...	Buitre
- Martín Pavlovsky	...	Rafael
- Salo Pasik...	Comisario
- Damián Casermeiro	...	Ayudante Comisario
- Alejandro Bresciani	...	Carnicero
- Italo Damiano	...	Viejo Germán
- Andrés Shakespear	...	Policía
- Javier Iriberri	...	Contable
- Tecsido Goythia...	Maquinista 1
- Carlos Issa...	Maquinista 2
- José Luis Espina	...	Conductor Camioneta
- Florencia Eleit	...	Alicia
- Carla Pierazzolli	...	Madre Alicia
- Antonio Sofía	...	Músico 1
- Germán Vidal	...	Músico 2
- Mario Victorio Roncel	...	Músico 3
- Alberto Luis Medeot	...	Múisco 4
- Jorge Andrés Rosker	...	Músico 5
- Víctor Ramón Vergara	...	Músico 6
- Ezequiel Garcia...	Niño Tamborilero
- Nicola Augusto Roncel...	Niño Platillos